# Alexandra Maria Lara
Alexandra Maria Lara (født Alexandra Plătăreanu den 12. november 1978 i Bukarest) er en rumænsk-født tysk skuespiller.
Hun er nok mest kendt for sin rolle som Hitlers sekretær Traudl Junge i filmen Der Untergang fra 2004.

## Udvalgt filmografi
- Der Untergang (2004)
- Control (2007)
- Youth Without Youth (2007)
- Miraklet ved Skt. Anna (2008)
- Baader-Meinhof komplekset (2008)
- The Reader (2008)
- Hinter Kaifeck (2009)
- Rush (2013)
- Geostorm (2017)
- The King's Man (2020)